# Susan Gelb
Pour les articles homonymes, voir Gelb.
Susan Gelb est une actrice et responsable de production américaine. Elle travaille actuellement avec la Crest Animation Productions.

## Biographie

### Débuts
Elle commence une carrière de comédienne, jouant de la figuration dans quelques films avant de devenir productrice. En 1981, elle est nommée comptable de la production du film Hurlements. Elle s'occupe de gestion de la production pour des films comme Odd Jobs ou encore de Le Triomphe d'un homme nommé cheval.

### Productrice
En 1984, Gelb est nommée au poste d'assistant réalisateur du film Les Démons du maïs mais elle retourne vite à la production en étant nommé manager de production de Tuff Turf et producteur associé d' À fleur de peau. Elle entre en 2003 à la Crest Animation Productions, société de production de film d'animation qui tente un retour dans le monde du cinéma, comme comptable de la production.

## Filmographie

### Comme actrice
- The First nudie Musical (1976) : Tapper
- St. Helens (1981) : Photographe
- O'Hara's wife (1982) : Institutrice

### Comme productrice
- Hurlements (1981) : Comptable de la production
- Take this job and Shove it (1981) : Représentante de la distribution
- St. Helens (1981) : Comptable de la production
- Le Triomphe d'un homme nommé cheval (1983) : Comptable de la production
- Osterman Week-end (1983) : Responsable du système de comptabilité du secteur technologique
- Angel (1984) : Comptable de la production
- The Jupiter Menace (Documentaire, 1984) : Comptable de la production
- The Bear (1984) : Comptable de la production
- Les Jours et les nuits de China Blue (1984) : Commissaire production
- Tuff Turf (1985) : Manager de production
- Odd Jobs (1986) : Comptable de la production
- Monte Carlo (série, 1986) : Contrôleur de la production
- Out of Time (série, 1988) : Comptable de la production
- À fleur de peau (1988) : Producteur associé
- Hurlements 4 (vidéo, 1988) : Manager de production de la seconde équipe des effets spéciaux
- Operation Dumbo Drop (1995) : Contrôleur de la production
- Kids' Ten Commandments: A Life and Seth Situation (Court-métrage, 2003) : Comptable de la production
- Alpha et Oméga (2010) : Exécutif chargé de la production à Burbank.

### Comme réalisatrice
- Les Démons du maïs (1984) : Assistante réalisateur